# ليف إنغر
ليف إنغر (بالإنجليزية: Leif Enger)‏ هو كاتب أمريكي، ولد في 1961.